# Jakob Hopfenstätter
 (septembre 2022).
Jakob Hopfenstätter (né le 6 novembre 1827 à Wurtzbourg, mort le 6 octobre 1865 dans la même ville) est bourgmestre de Wurtzbourg de 1862 à sa mort.

## Biographie
Hopfenstätter étudie le droit et exerce un métier juridique. Le 18 septembre 1862, il est élu premier bourgmestre légalement qualifié de Wurtzbourg. En 1864, il est le membre de la Chambre des députés de Bavière (de). Il meurt pendant son mandat à l'automne 1865 d'une maladie abdominale.